# Шпиро, Дьёрдь
Дьёрдь Шпи́ро (венг. Spiró György; 4 апреля 1946, Будапешт) — венгерский прозаик, драматург, эссеист, переводчик, историк драмы.

## Биография
Из еврейской семьи. Его отец, инженер, переселился в Будапешт из Мишкольца. Закончил Будапештский университет (1970), где изучал венгерскую, русскую и южнославянские литературы, затем обучался журналистике и социологии. В 1970—1971 годах работал как радиожурналист. В 1971—1978 годах возглавлял иностранную редакцию крупнейшего венгерского издательства «Корвина», в 1978—1981 годах был сотрудником Центра восточноевропейских исследований АН Венгрии. Кандидат филологических наук (1981). В 1986—1992 годах — драматург при одном из театров Капошвара, в 1992—1995 годах руководил театром в Сольноке. Профессор Высшей школы драматического искусства (1990—1997). Преподает в alma mater на факультете мировой литературы, а также в Институте теории искусств и исследований медиа при Университете. Член Национальной Академии литературы и искусства имени Сеченьи.

## Творчество
Автор многих драм, отмеченных национальными премиями и поставленных в ряде стран мира; наиболее известна среди них пьеса «Куриные головы», она широко идет и на российской сцене. Выпустил монографию о Мирославе Крлеже (1981), книгу статей о восточноевропейском театре XIX в. (1986), о драматургии Шекспира (1997). Автор нескольких исторических романов, также отмеченных национальными и европейскими премиями. Ряд произведений Шпиро построен на материале польской истории и культуры.
Переводчик «Ревизора» Гоголя, драм Выспяньского, Гомбровича, Булгакова, Гашека, Томаса Манна и др.

## Избранные произведения
- Галерея / Kerengő (1974, роман)
- Под знаком Икс / Az Ikszek (1981, исторический роман о Польше XIX в.)
- Мошенник / Az imposztor (1983, историческая драма на польском материале)
- Куриные головы / Csirkefej (1986, пьеса, Национальная премия критики)
- Пришелец / A Jövevény (1990, роман)
- Неволя / Fogság (2005, исторический роман о судьбах Римской империи времён Иисуса Христа; Премия имени Милана Фюшта, рус. пер. глав из романа см.: )
- Прах / Prah (2007, пьеса)
- Мессии / Messiások (2007, исторический роман о Мицкевиче, Товянском и польском мессианстве; Центральноевропейская литературная премия «Ангелус» за лучшую прозаическую книгу, Вроцлав, 2010, см.: )
- Весенняя выставка / Tavaszi tárlat (2010, роман о начале кадаровского режима)

## Признание
Премия Аттилы Йожефа (1982), Тибора Дери (1993), Имре Мадача (1994), премия имени Милана Фюшта (2005), премия имени Кошута (2006), Международная Вишеградская премия (2009). Орден Заслуг (2005) и другие награды. Драмы и романы Шпиро переведены на многие языки.

## Публикации на русском языке
- Куриные головы // Современная драматургия. — 1990. — № 3
- Синопсис [новелла] // Иностранная литература. — 1997. — № 8
- Пейзаж в ходе битвы [эссе] // Венгры и Европа: сб. эссе. — М.: Новое лит. обозрение, 2002. C.374-380
- Прах // Современная драматургия. — 2009. — N 4. — С. 147—162
- Рассказы
- Перспектива: рассказы. — М., Водолей, 2014. — 190 с. (Венгерские тетради выпуск 2)
- Дьяволина Горького. — Corpus, 2018